# غيري كوتزي
غيري كوتزي (بالإنجليزية: Gerrie Coetzee)‏ مواليد 8 أبريل 1955 في جنوب أفريقيا، هو ملاكم جنوب أفريقي يصنف ضمن فئة الوزن الثقيل. حقق بطولة رابطة الملاكمة العالمية.

## إحصائيات
خاض خلال مسيرته 40 نزالا، فاز في 33 وتعادل في 1 وخسر في 6. فاز بالضربة القاضية في 21 نزالا.

## روابط خارجية
- غيري كوتزي على موقع بوكس ريك (الإنجليزية) (registration required)